# Andrasovszky József
Andrasovszky József (Jekelfalu, 1889. augusztus 15. – Budapest, 1943. március 7.) botanikus, a magyarországi ampelográfia kiváló művelője. Botanikai szakmunkákban nevének rövidítése: „Andras.”.

## Életrajza
Édesapja, Andrasovszky Béla jekelfalusi jegyző, majd Gölnicbánya polgármestere. Andrasovszky Józsefnek öt testvére volt, négy fiú és egy leány.
Iskoláit Gölnicbányán és Iglón végezte. Felsőfokú végzettségét a budapesti tudományegyetemen, majd a bécsi egyetemen szerezte meg, ahol 1914-ben bölcsészdoktori oklevelet nyert „Summa cum laude” eredménnyel. Még egyetemista korában, 1911. március és szeptember között részt vett a Milleker Rezső vezette kis-ázsiai expedícióban, az anatóliai sztyeppterületekről értékes herbáriumot állított össze. Részvételének lehetőségét a Szepesi Egyesület és a Turáni Társaság biztosította. 1914-ben lett bölcsészdoktor. 1912–1915 között az Istvánffi Gyula által alapított Központi Szőlészeti Kísérleti Állomás és Ampelológiai Intézet Patológiai Osztályának szakdíjnoka, majd 1915–1920 között asszisztense, 1920–tól 1922-ig a Szőlő Élet- és Kórtani Osztályának asszisztense, 1922-től kísérleti adjunktusa lett.
Élete során végig komoly betegséggel küzdött, s végül korán, 54 évesen, 1943-ban Budapesten érte a halál.

## Munkássága
Jelentős eredményeket ért el a szőlőfajták kutatásában és magvaik vizsgálatában, összeállította az 1903-tól 1913-ig sikeresen nemesített szőlőhibridek jegyzékét. Morfológiai megfigyelései diagnosztikai értékűnek bizonyultak. A magyarországi, a mediterrán és a közel-keleti fajokról határozókulcsot állított össze, amelyet Jávorka Sándor alapvető flóraműve közölt (Magyar flóra, 1925). Az európai fajták leírásához a szőlőnövény legfontosabb részeit vette vizsgálat alá (vitorla, levél, virágzat, fürt, bogyó, mag, vessző). Kiemelten fontosnak tartotta a vitorla és a levél, valamint a magvak vizsgálatát. Szőlőfajta-rendszerét, később némileg módosítva évtizedeken át használták. Az 1920-as évektől hazai gyártmányú rézgálicpótló szereket próbált ki a peronoszpóra elleni kísérleti védekezésben.
Munkássága a szőlőfajták tudományos rendszerezése és feldolgozása területén alapvető. A morfológiai bélyegeket illetően tett megállapításainak egy részét ma is alapnak tekintik.
Cikkei 1911–1914 között a Botanikai Közleményekben, 1914–1924 között a Borászati Lapokban, tanulmányai a Szőlészeti Kísérleti Állomás és Ampelológiai Intézet évkönyveiben, valamint Jávorka Sándor Magyar Flórájában jelentek meg.

## Főbb művei
- Előzetes jelentés Kis-Ázsia sztyeppterületén 1911-ben tett utazásomról. (Botanikai Közlemények, 1912. II. füzet. 57–70.)
- Adatok a Galatia és Lycaonia flórájához. Egyetemi doktori értekezés (Budapest, 1914)
- A magyar királyi Ampelológiai Intézet által Istvánffi Gyula egyetemi tanár, igazgató vezetése és irányítása mellett 1903-tól előállított szőlőhybridek jegyzéke. (Ampelológiai Intézet Évkönyve, Budapest, 1914. 92–98.)
- A szőlőmagvak diagnosztikai értéke. (Ampelológiai Intézet Évkönyve 1915–1916., Budapest, 1917. 49–60.)
- Vitis L.: Szőlő. (In.: Jávorka Sándor: Magyar Flóra.) II. köt. Bp., 1925. 701—709. lap
- Ampelográfiai tanulmányok. (A M. kir. Szőlő- és Borgazdasági Központi Kísérleti Állomás /Ampelológiai Intézet/ Évkönyve. 1921—1925. 1. fűz. Bp., 1926. 107—129.)
- Peronospora és oidium – lisztharmat – elleni kísérletek. Sántha Lászlóval, Reinl Sándorral. (Budapest, 1923).
- Andrasovszky József—Sántha László: Peronoszpóra elleni védekezési kísérletek 1923. és 1924. évben. A M. kir. Szőlő- és Borgazdasági Központi Kísérleti Állomás /Ampelológiai Intézet/ Évkönyve 1921—1925. 1. fűz. Bp., 1926. 21—28.)